# Clarín
Il Clarín è il più importante quotidiano argentino, fondato a Buenos Aires nel 1945. Ideato da Roberto Noble, è pubblicato dal Gruppo Clarín.
Il Gruppo Clarín pubblica inoltre il quotidiano sportivo Olé (dal 1996), il giornale femminile Elle in Argentina (dal 1994), il giornale del pomeriggio La Razón, possiede la maggioranza del canale televisivo El Trece, 3 stazioni radio e partecipa in altri progetti multimediali.

## Storia
Il giornale fu fondato il 28 agosto 1945 da un gruppo di antiperonisti, guidati da Roberto Noble, tra i quali figurava Alejandro de Tomaso. Negli anni sessanta, con la chiusura di alcune testate storiche come Crítica e Crónica, il Clarín si affermò come più importante quotidiano del paese sudamericano. Dopo la morte di Noble nel 1969, la direzione del giornale fu assunta dalla vedova Ernestina Herrera de Noble.
Tra il 2008 ed il 2015 si è verificata una lunga battaglia giudiziaria tra il Gruppo Clarín e l'ex presidente argentina Cristina Fernández de Kirchner.
Il 25 novembre 2020 è stata la prima agenzia di stampa al mondo a comunicare la morte di Diego Armando Maradona.

## Tiratura
Ha una tiratura di circa 500 000 copie distribuite su tutto il territorio argentino. Il suo sito web è uno tra i più visitati giornali in linea in lingua spagnola.